# Kurt Goldberger
Kurt Goldberger (8. září 1919 Opava – 20. října 2004 Mnichov) byl česko-německý filmový režisér a dokumentarista. V 50. a 60. letech patřil k nejvýznamnějším tvůrcům českého vědeckého a vědecko-populárního dokumentárního filmu.

## Životopis
Narodil se v Opavě do německy hovořící rodiny židovského podnikatele. Rodina na konci 30. let emigrovala do Velké Británie. Goldberger zde získal stipendium na univerzitě v hrabství Devon, kde krátce studoval fyziku a přírodní vědy. Zaujal ho však film. V letech 1940–1943 pracoval v anglických filmových studiích jako zvukař, později jako kameraman a režisér. V roce 1943 vstoupil do československé zahraniční armády, kde vedl filmařskou skupinu, která měla za úkol zachycovat účast pozemních jednotek v bojích na západní frontě. Po skončení války z vytvořeného materiálu s kolegy sestříhal dokument Cesta domů (1946), popisující výcvik a účast Československé samostatné obrněné brigády v zápase o francouzský přístav Dunkerque.
V roce 1945 působil v Československém armádním filmu. Od roku 1946 byl režisérem studia Krátký film. Nejprve natočil agitační film Boj o uhlí (1946). S odkazem na prohlášení britského premiéra N. Chamberlaina ohledně Československa a mnichovské dohody připravil propagační dílo This Far Away Unknown Country – Malá neznámá země (1947). Po komunistickém převratu převratu v únoru 1948 se soustředil na tvorbu vědeckých, naučných, popularizačních a zakázkových filmů, které byly méně podrobovány ideologickým kritériím a v nichž mohl zúročit své technické vzdělání. Realizoval snímky týkající se automobilové, železniční i městské hromadné dopravy – Alibi (1950), Zkouška vyspělosti (1950), Motory – naše chlouba (1951), Bezpečná cesta (1954), Neomylný výpravčí (1954), Jako doma (1955), z oblasti přírodních věd – Základy práce laboratorní I.–VI. (1951), z oblasti medicíny – např. Mikrob minulosti (1950) věnovaný boji proti syfilidě, dále z oblastí fyziky, techniky a letectví.
Mezinárodního uznání získaly jeho výukové snímky o operacích plic a srdce – Plicní resekce I.–III. (1956), Operativní léčení mitrální stenózy I.–III. (1957), Transeptální katetrizace levého srdce (1962), pro které s kameramanem Svatoplukem Malým zkonstruovali zařízení, umožňující snímat chirurgické zákroky z bezprostřední blízkosti. Ve Zpomaleném životě (1962) se věnoval otázce umělého podchlazení organismu a jeho využití v hrudní chirurgii. Ohlas vyvolaly také dokumenty z oblasti letectví – Nad oblaky, Na správném kursu (1958) a kosmonautiky, které ještě před odletem J. Gagarina, seznamovaly pomocí modelů a maket s přípravou na cestu po oběžné dráze a problematikou nulové gravitace (Před startem do vesmíru; Zažili jsme beztížný stav, 1959). Instruktážní film o kojení Já papat nebudu (1961), zabývající se správnými metodami výživy dětí, nasměřoval Goldberga k sérii sociálně laděných děl ze života dětí. Ve spolupráci s dětským psychologem Zdeňkem Matějčkem a pediatričkou Marií Damborskou vznikl dokument Děti bez lásky (1963), který pojednává o citové deprivaci, jíž jsou vystaveny děti umístěné v kolektivních zařízeních jako jesle, školky a dětské domovy. Film zaznamenal velký ohlas a obdržel i několik cen na festivalu v Benátkách, přestože se ho komunistické kádry v čele se Svazem žen, snažily zakázat. Vlivem knihy a filmu začala institucionální výchova v Československu slábnout. Výsledkem bylo prodloužení mateřské dovolené a zákaz noční práce žen. Další snímek Lidé (1965) pojednával o případech adopce opuštěných dětí s postižením. Reportáž z kongresu tzv. pugwashského hnutí Zodpovědnost zvaná Pugwash (1965) představila světové vědce snažící se odvrátit hrozby zbraní hromadného ničení. To otevřelo Goldbergerovi cestu ke spolupráci s UNESCO, pro něž v zahraničí natáčel zakázkové filmy.
Ve druhé polovině 60. let realizoval několik žánrově různorodých filmů – kritický dokument Rychleji (1967) o stavu železniční dopravy, snímek Umění vystavovati (1967) věnovaný československé expozici na Světové výstavě v Montrealu a úvahu Knihy lidských osudů (1967), reflektující prostřednictvím židovských matrik násilí páchaných na českých Židech v éře protektorátu.
Po vpádu vojsk Varšavské smlouvy v roce 1968, emigroval do SRN, kde se rychle etabloval v oboru. Pro televizi ZDF vyrobil sérii filmů Elternschule pro rodiče dětí od 1–3 let, pro televizi ARD snímky o budoucnosti dopravy, o dětských domovech. Poté se soustředil na sociologickou problematiku a natočil tři desítky dokumentů o mnohočetných aspektech společenského života s důrazem na vztahy rodičů a dětí. V roce 1980 si založil vlastní společnost Goldberger Film GmbH, kde zaměstnával i české zvukaře a střihače.
Závěr života prožil na Mallorce. Zemřel 20. října 2004 v Mnichově.

### Osobní život
Byl ženatý. S manželkou Dagmar měl dceru Zuzanu, která se stala lékařkou.

## Ocenění
- 1957 – zlatá medaile Mezinárodní přehlídky vědeckých a naučných filmů v Padově (Operativní léčení mitrální stenózy I.–III.)
- 1962 – bronzová medaile Mezinárodní přehlídky vědeckých a naučných filmů v Padově
- 1963 – I. cena Dnů krátkého filmu Karlovy Vary za film Zpomalený život
- 1964 – hlavní cena Dnů krátkého filmu Karlovy Vary za film Děti bez lásky
- 1964 – Trilobit za film Děti bez lásky
- 1964 – Lev svatého Marka za film Děti bez lásky
- 1964 – Zlatá cena Národního filmového ústředí pro mládež za film Děti bez lásky
- 1964 – Mezinárodního festivalu krátkého filmu Benátky za film Děti bez lásky